# Jarjapupeta
Jarjapupeta è una suddivisione dell'India, classificata come census town, di 5.534 abitanti, situata nel distretto di Vizianagaram, nello stato federato dell'Andhra Pradesh. In base al numero di abitanti la città rientra nella classe V (da 5.000 a 9.999 persone).

## Società

### Evoluzione demografica
Al censimento del 2001 la popolazione di Jarjapupeta assommava a 5.534 persone, delle quali 2.816 maschi e 2.718 femmine. I bambini di età inferiore o uguale ai sei anni assommavano a 592, dei quali 310 maschi e 282 femmine. Infine, coloro che erano in grado di saper almeno leggere e scrivere erano 3.132, dei quali 1.878 maschi e 1.254 femmine.